# Schœnau
Schœnau (deutsch Schönau) ist eine französische Gemeinde mit 628 Einwohnern (Stand 1. Januar 2021) im Département Bas-Rhin in der Region Grand Est (bis 2015 Elsass). Sie gehört zum Arrondissement Sélestat-Erstein, zum Kanton Sélestat und zum Gemeindeverband Ried de Marckolsheim.

## Geografie
Die Gemeinde Schœnau liegt am Rhein, der hier die Grenze zu Deutschland bildet. Auf Höhe Schœnau wird der Rhein abgeriegelt und das Wasser über einen Abschnitt des Rheinseitenkanals (Schlinge) zur Staustufe Diebolsheim geführt. Nachbargemeinden von Schœnau sind Rheinhausen (Baden-Württemberg) im Nordosten, Weisweil (Baden-Württemberg) im Südosten, Artolsheim im Südwesten, Richtolsheim im Westen sowie Saasenheim und Sundhouse im Nordwesten.

## Bevölkerungsentwicklung
| Jahr      | 1962 | 1968 | 1975 | 1982 | 1990 | 1999 | 2006 | 2013 | 2021 |
| Einwohner | 406  | 416  | 389  | 448  | 420  | 473  | 525  | 595  | 628  |

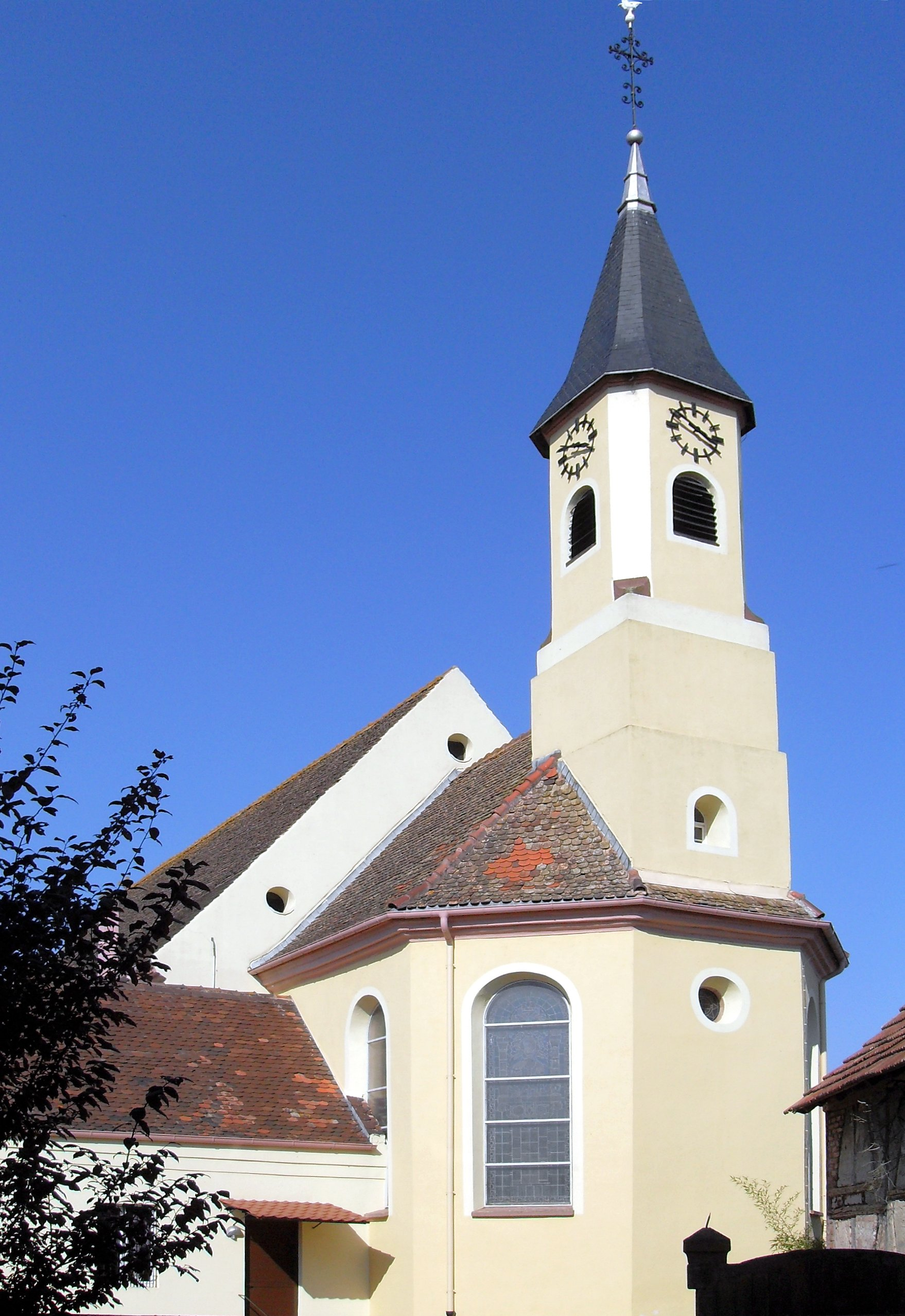
Kirche St. Oswald in Schœnau
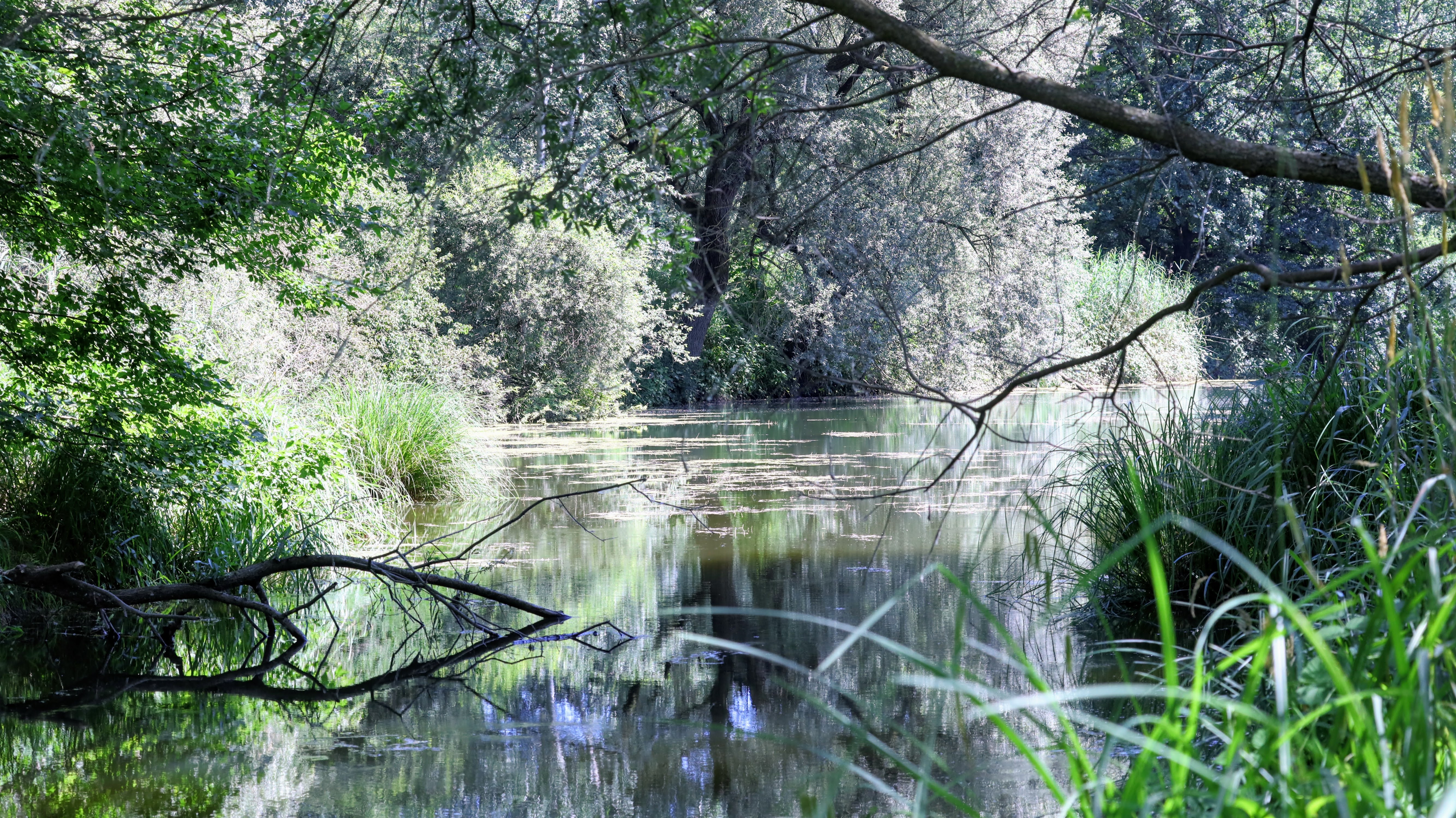
Naturschutzgebiet auf der Rheininsel Île de Rhinau
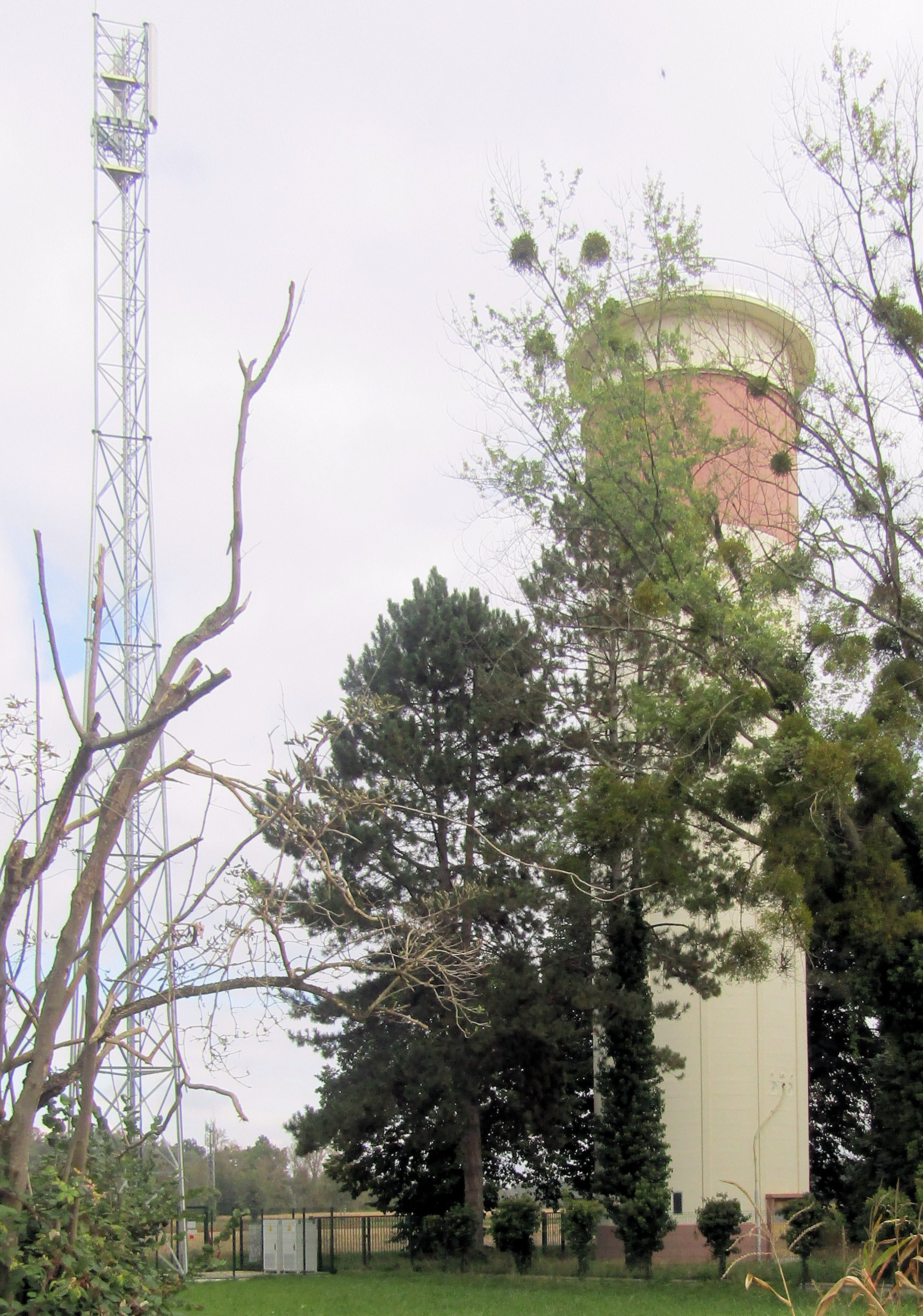
Wasserturm